# Кларион (Пенсилванија)
Кларион (енгл. Clarion) град је у америчкој савезној држави Пенсилванија.

## Демографија
По попису из 2010. године број становника је 5.276, што је 909 (-14,7%) становника мање него 2000. године.
| Група             | 2000.         | 2010.         |
| Белци             | 5.806 (93,9%) | 4.770 (90,4%) |
| Афроамериканци    | 215 (3,5%)    | 264 (5,0%)    |
| Азијати           | 61 (1,0%)     | 98 (1,9%)     |
| Хиспаноамериканци | 51 (0,8%)     | 51 (1,0%)     |
| Укупно            | 6.185         | 5.276         |